# Point zéro des routes de France
Le point zéro des routes de France est le point zéro de Paris, c'est-à-dire le point kilométrique 0 des routes quittant la capitale, dont on se sert comme référence pour le calcul des distances avec les autres villes de France. Il est situé sur le parvis Notre-Dame, devant la cathédrale Notre-Dame de Paris.

## Localisation et description
Le point zéro est situé à une cinquantaine de mètres devant l'entrée de Notre-Dame, sur l'Île de la Cité, dans le 4e arrondissement. La borne routière qui matérialise ce point dans les pavés du parvis de la cathédrale prend la forme d'une rose des vents gravée au centre d'un médaillon octogonal en bronze ; celui-ci est entouré d'une dalle circulaire en pierre divisée en quatre quartiers, chacun d'eux portant l'une des inscriptions en lettres capitales : « POINT », « ZÉRO », « DES ROUTES » et « DE FRANCE ».
Il ne doit pas être considéré comme une borne géodésique qui matérialiserait un point géodésique ; à titre d'exemple, le point géodésique le plus proche dans le RGF était jusqu'à l'incendie du 15 avril 2019 la flèche de la cathédrale. À la suite de son effondrement, le point géodésique le plus proche est la flèche de l'église Saint-Paul-Saint-Louis, situé un peu moins de 800 mètres au nord-est.

## Histoire
À l'origine se dressait au Moyen Âge devant le portail nord de la cathédrale un poteau nommé « échelle de justice » au pied duquel les condamnés s'agenouillaient pour faire amende honorable. Tête et pieds nus, tenant en mains un gros cierge de cire jaune, ils portaient sur la poitrine et le dos une double pancarte indiquant la nature de leur crime ou une corde au cou s'ils étaient condamnés à mort. Les criminels étaient ensuite exposés sur cette potence faisant office de pilori. L'échelle fut remplacée en 1767 ou 1768 par une échelle-carcan dressée sur le parvis et qui fut adoptée, selon la tradition, comme point zéro par lettres patentes de Louis XV du 22 avril 1769. Ce point fut matérialisé pour la première fois par une borne par lettre royale du 22 avril 1786,.
La matérialisation de ce point dans sa forme actuelle a été discutée pendant douze ans par le Conseil municipal de Paris et par la Commission du Vieux Paris, entre 1912 et 1924. La plaque a finalement été posée solennellement en 1924, le 10 octobre ou le 22 janvier, selon les sources. Elle fut retirée en 1966 et remise en place en 1972, afin de pouvoir mener des travaux visant initialement à la construction d'un parc de stationnement souterrain sous le parvis, mais que des découvertes archéologiques sur l'histoire de Paris ont finalement conduit à aménager en crypte pour les protéger (la crypte archéologique de l'île de la Cité).
Selon certaines analyses, il serait symbolique de la centralisation de la France autour de sa capitale.

Tourisme au point zéro
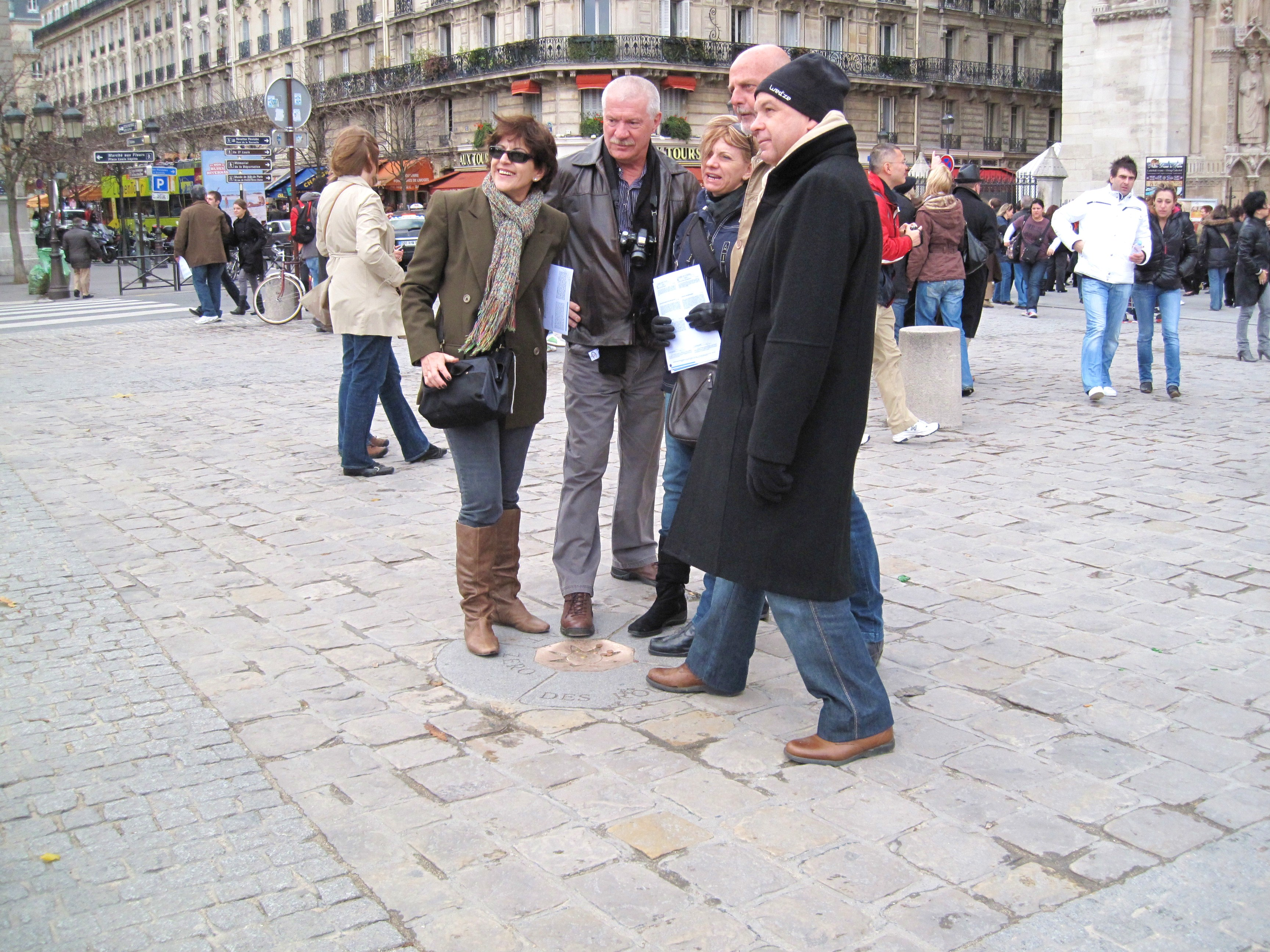
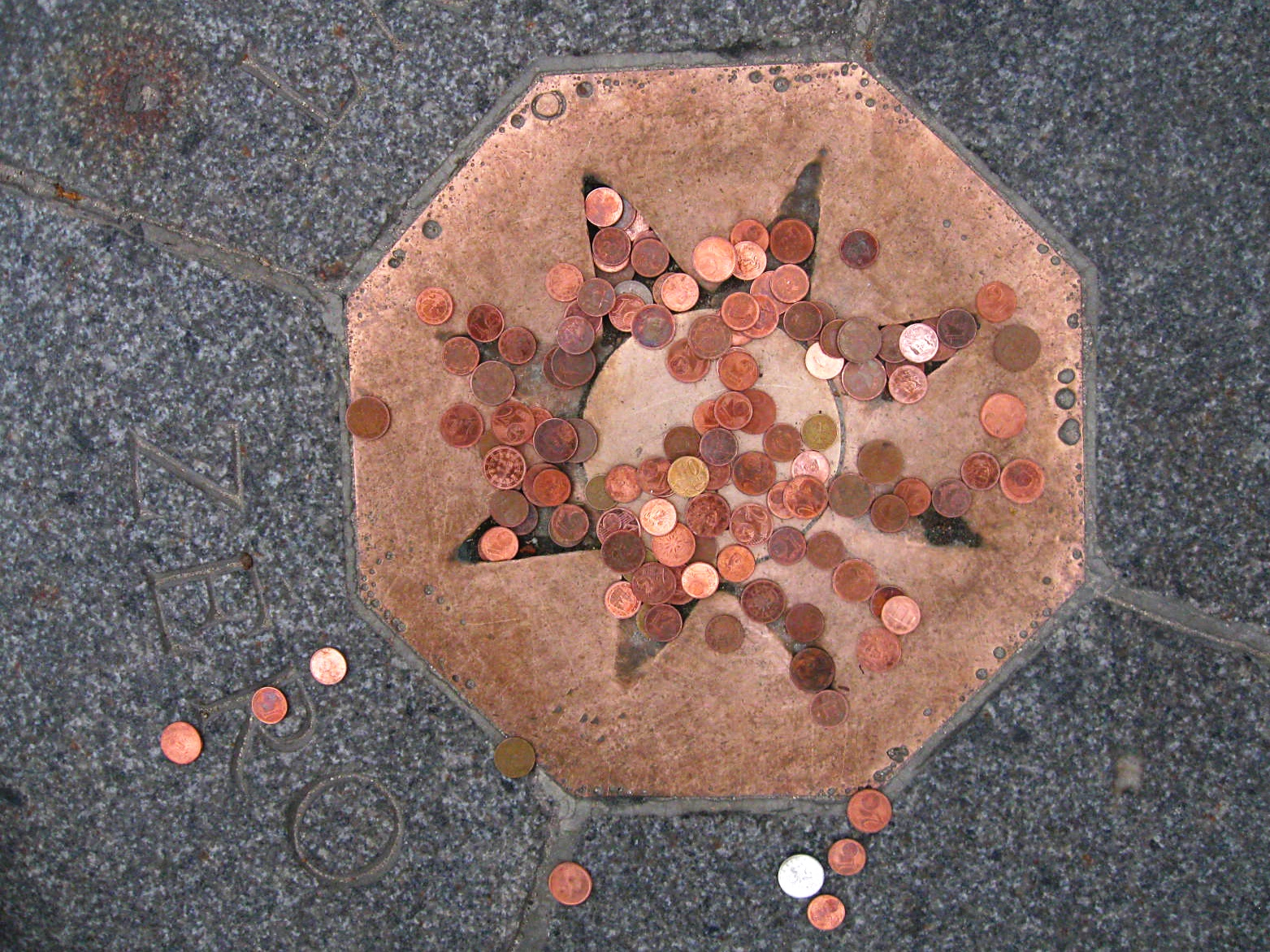

## Routes débutant ou ayant débuté au point zéro
Le point zéro sert à mesurer les distances depuis Paris. C'est le point de départ officiel des routes au départ de la capitale, mais leur tracé se confond avec la voirie de la ville jusqu'aux portes de sortie, et ce sont les services municipaux qui en assurent l'entretien[réf. nécessaire].
| Route              | Direction       | Porte                 |
| ------------------ | --------------- | --------------------- |
| Route nationale 1  | Calais          | Porte de la Chapelle  |
| Route nationale 2  | Maubeuge        | Porte de la Villette  |
| Route nationale 3  | Forbach         | Porte de Pantin       |
| Route nationale 4  | Strasbourg      | Porte de Bercy        |
| Route nationale 5  | Genève (Suisse) | Porte de Charenton    |
| Route nationale 6  | Mont-Cenis      | Porte de Charenton    |
| Route nationale 7  | Menton          | Porte d'Italie        |
| Route nationale 10 | Hendaye         | Porte de Saint-Cloud  |
| Route nationale 12 | Brest           | Porte de Versailles   |
| Route nationale 13 | Cherbourg       | Porte Maillot         |
| Route nationale 14 | Le Havre        | Porte de Clignancourt |
| Route nationale 19 | Bâle (Suisse)   | Porte de la Gare      |
| Route nationale 20 | Bourg-Madame    | Porte d'Orléans       |
| Route nationale 34 | Esternay        | Porte de Vincennes    |

## Utilisation par Teria
Teria, un réseau de stations destinées au positionnement par satellite en temps réel, initié par l'ordre des géomètres-experts et intégré au réseau GNSS permanent (RGP) de l'IGN, a utilisé le point zéro pour faire la démonstration de cette technologie entre 2006 et 2008.
Ainsi, le 10 novembre 2006, les coordonnées du point zéro ont été mesurées avec une précision centimétrique : (X = 652 215,52 ; Y = 6 861 681,77 ; Z = 35,64) en projection Lambert 93, soit 48° 51′ 12,24845″ N, 2° 20′ 55,62563″ E. Un reportage vidéo a été tourné à cette occasion pour servir de matériel promotionnel.
Puis divers événements, tels que les inaugurations successives des nouvelles stations mises en place, ont été l'occasion de faire de même avec d'autres points, et d'annoncer la distance les séparant du point zéro :
- 595,168 km avec le « point du Millenium », lors de l'inauguration de la station d'Auch (no 82), le 16 mars 2007[15] ;
- 428,070 22 km avec le point fondamental de la projection de Bonne à Ayrens (intersection du méridien de Paris et du 45e parallèle nord), lors de l'inauguration des stations d'Ambert (no 61), Saint-Julien-Puy-Lavèze (no 60), Sousceyrac (no 67), Saint-Chély-d'Apcher (no 68) et Saint-Pourçain-sur-Sioule (no 53), le 30 avril 2007[16] ;
- 240,070 22 km avec la station de L'Île-Bouchard (no 43), lors de son inauguration, le 28 septembre 2007[17] ;
- 587,266 89 km avec la croix du Languedoc dessinée sur le sol de la place du Capitole de Toulouse, lors de l'inauguration des stations de Toulouse (no 83) et du Barry (no 92), le 28 mars 2008[18] ;
- 668,165 km avec le casino municipal de Biarritz, le 18 juillet 2008[19],[20].

## Postérité
Le 11 juillet 2010, l'artiste Hamish Fulton réalise une performance consistant à marcher sept fois du point zéro jusqu'à l'étalon du mètre exposé rue de Vaugirard, et en revenir ; il compte 4 116 pas entre ces deux points.